# Monnechroma subpulvereum
Monnechroma subpulvereum är en skalbaggsart som först beskrevs av Schmidt 1924.  Monnechroma subpulvereum ingår i släktet Monnechroma och familjen långhorningar. Inga underarter finns listade i Catalogue of Life.